# Yakang
Yakang (ou Jakang) est une localité du Cameroun située dans la commune de Mindif, le département du Mayo-Kani et la Région de l'Extrême-Nord.

## Climat
C'est un climat de steppe de type BSh selon la classification de Köppen, avec une température annuelle moyenne de 28,5 °C et des précipitations annuelles moyennes de 803 mm.

## Population
En 1966 le recensement a dénombré 2 085 habitants à Yakang, dont 1 283 Peuls, 107 Kanouri, 55 Mofu, 35 Guidar et 605 Guiziga.
En 1976, on distinguait deux villages : Yakang Garre, avec 584 habitants (488 Peuls et 96 Lam) et Yakang Guiziga, avec 88 habitants, des Guiziga. À cette date, Yakang Garre disposait d'une école publique à cycle complet. Un marché hebdomadaire s'y tenait le jeudi. 
Lors du recensement de 2005, 3 899 personnes ont été dénombrées pour Yakang (ensemble).